# بویاز پنروز
بویاز پنروز (به انگلیسی: Boies Penrose) سناتور سابق عضو حزب جمهوری‌خواه ایالات متحده آمریکا بود. وی در سال ۱۸۹۷ تا ۱۹۲۱ میلادی سناتور ایالت پنسیلوانیا در سنای ایالات متحده آمریکا بود.